# Semantic Brand Score

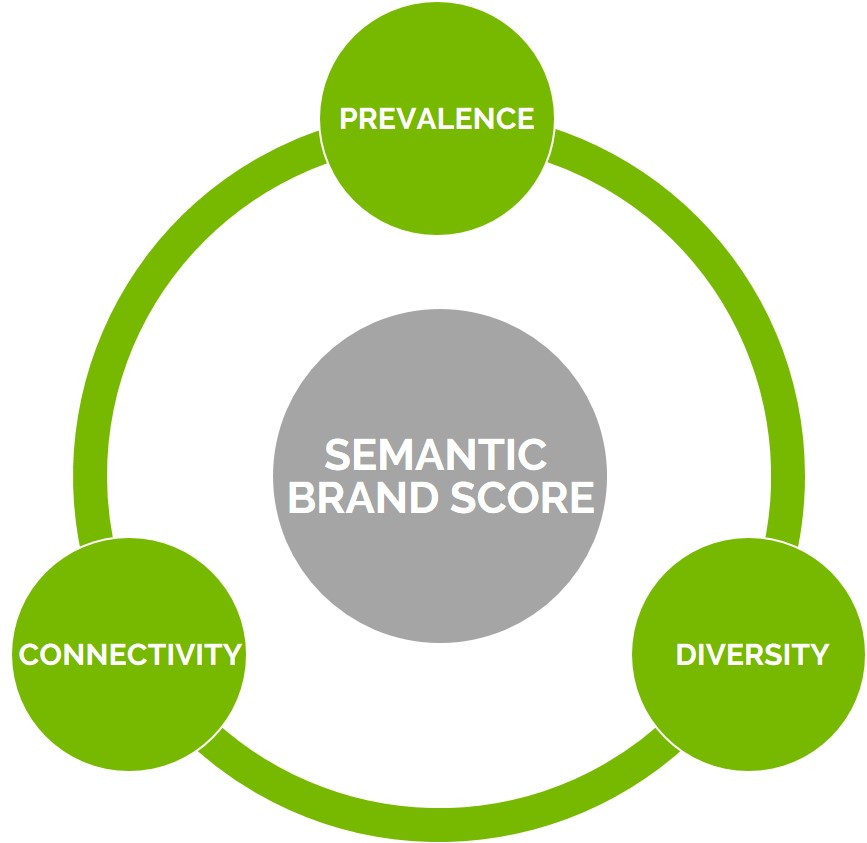
Semantic Brand Score

Il Semantic Brand Score è una misura nata per valutare l’importanza di uno o più brand, in contesti eterogenei ed in generale ovunque sia possibile analizzare fonti di dati testuali (anche big data).
Il calcolo della misura ha le sue fondamenta nella teoria dei grafi e combina elementi di text mining e social network analysis. 
Il valore dei brand viene tradizionalmente valutato attraverso una serie di modelli, che si basano sulla somministrazione di questionari ai consumatori o, ad esempio, su valutazioni finanziarie. Di contro il Semantic Brand Score si applica a testi che rappresentano le espressioni potenzialmente meno condizionate di vari stakeholder, senza che questi vengano sottoposti ad intervista diretta, lilmitando così possibili bias cognitivi. La metrica può essere ad esempio calcolata analizzando articoli di giornale, il dialogo dei consumatori su forum online di discussione o post pubblicati sui social media.
Il Semantic Brand Score è stato sviluppato a partire dalle concettualizzazioni di valore del marchio proposte da Keller e Aaker. Le stesse, prese come base, sono state evolute e adattate per lo studio di un nuovo costrutto: l'importanza del marchio a partire dall'analisi di dati testuali. 

## Definizione e calcolo

### Pre-processamento
Il calcolo del Semantic Brand Score prevede che i testi analizzati siano preliminarmente trasformati in reti di parole, ovvero grafi in cui ogni nodo rappresenta una parola. I link tra le parole sono dati dalla co-occorrenza delle stesse all'interno di un determinato intervallo o all'interno di una frase. Preventivamente al calcolo, è opportuno operare una pulizia dei testi, ad esempio rimuovendo articoli e congiunzioni (stopwords) e riducendo le forme flesse delle parole alla loro radice (stemming). Si veda ad esempio la seguente rete, ottenuta considerando un intervallo di co-occorrenza di tre parole per la frase: "L'aurora è l'apparizione della luce prima dell'alba, dorata, talvolta rosea o color corallo."

Il Semantic Brand Score è la risultante della somma standardizzata di sue tre componenti: prevalence, diversity e connectivity. L'unione di queste tre metriche esprime l'importanza del brand (brand importance).

### Prevalence
Questa dimensione misura la frequenza di utilizzo di un brand (o parola che lo rappresenta) all'interno dei testi analizzati. Corrisponde al numero di volte in cui un brand viene direttamente menzionato e si lega al concetto di brand awareness, con l'idea che un marchio che appare più spesso sia maggiormente riconoscibile e ricordato da chi scrive un testo. Il fatto che il nome del marchio sia frequentemente menzionato ne aumenta la riconoscibilità e la memorabilità anche nei lettori.

### Diversity
Questa dimensione misura la diversità delle parole che si associano al marchio. Si tratta di associazioni testuali (possibilmente anche mentali come nella brand image teorizzata da Keller), ovvero delle parole che vengono utilizzate più di frequente congiuntamente ad un certo brand. Il calcolo su grafo è ottenuto mediante l'indicatore della degree centrality, che corrisponde al grado del nodo che rappresenta il brand (numero di archi incidenti). In alternativa, è stato anche suggerito di calcolare la diversità attraverso la misura della distinctiveness centrality, che valorizza maggiormente le associazioni meno ridondanti. L'idea è che un maggior numero di associazioni testuali, ancor più se più distintive, renda il discorso attorno al marchio meno banale e possa essere di beneficio alla forza dello stesso.

### Connectivity
Quest'ultima dimensione misura il livello di connettività di un brand rispetto al discorso generale, ovvero la sua capacità di fare da ponte tra le altre parole (nodi) della rete. Idealmente rappresenta il brokerage power del un brand, la sua capacità di legare parole, gruppi di parole e/o argomenti differenti. Il calcolo avviene attraverso la metrica della betweenness centrality pesata. 

### Semantic Brand Score
Il Semantic Brand Score è la risultante della somma standardizzata di prevalence, diversity e connectivity. Le tre componenti sono tutte importanti e solo insieme sono utili a misurare il costrutto della brand importance. Si consideri ad esempio il caso in cui un brand sia frequentemente menzionato, ma in modo ripetitivo con molti post che ripetono la frase "InventedCola è il miglior drink di sempre". La prevalence in questo caso sarebbe alta, ma la diversity avrebbe un valore basso. Di contro, un brand menzionato di frequente e in un contesto eterogeneo avrebbe prevalence e diversity alte. Tuttavia, la connectivity potrebbe comunque risultare bassa, qualora il brand sia discusso solo come nicchia di un discorso più ampio . Quando un brand fa da legante per l'intero discorso, ovvero è importante e fa da tramite per tutto il contesto, allora anche la sua connectivity è alta. Il brand "InventedCola" potrebbe essere centrale in un ambito (es. bevande analcoliche) e periferico in un altro ambito (es. cocktail da bar).
Alcuni tutorial sono disponibili online e spiegano come calcolare il Semantic Brand Score utilizzando il linguaggio di programmazione Python.

### Estensioni: Sentiment delle associazioni testuali
Le informazioni derivanti dal calcolo della brand importance possono essere ampliate, se confrontate con il valore del sentiment delle associazioni al brand. Il fatto che un marchio sia frequentemente menzionato, anche in contesti diversificati e sia parte del cuore di un discorso, definisce la sua importanza. Tuttavia, potrebbe risultare utile comprendere se i sentimenti e le opinioni che gli si associano sono positivi o negativi, nel caso più semplice stabilendo se se ne parla bene o male.

## Le applicazioni

### Ampliamento del concetto di Brand
Il Semantic Brand Score può essere utilizzato per la misurazione dell'importanza di ogni parola, o set di parole, all'interno di un contesto o discorso; non si limita quindi all'analisi di brand in senso stretto. Per "brand" può anche intendersi il nome di un politico, o un insieme di parole che rappresenti un concetto (per esempio il concetto "innovazione" o un core value aziendale).

### Casi d'uso
La misura è stata utilizzata per valutare le dinamiche di transizione che hanno luogo quando un nuovo marchio sostituisce uno esistente. Il Semantic Brand Score è altresì utile per rapportare l'importanza di un brand a quella dei suoi diretti competitor, o per valutare trend di importanza di un marchio singolo. In alcune applicazioni, le misure ottenute si sono rivelate utili anche a scopo predittivo; per esempio in ambito politico è stato trovato un legame tra la forza dei nomi dei candidati alle elezioni sulla stampa online e l'esito delle elezioni stesse.
Non vi sono limiti sulle fonti di testo che possono essere analizzate: articoli di giornale, email, post su forum online, blog o social media, testi di articoli scientifici, campi testuali aperti di interviste ai consumatori, etc. La misura è altresì adattabile a diverse lingue.